# Aufbewahrungsfrist
Aufbewahrungsfrist ist der Zeitraum, innerhalb dessen aufbewahrungspflichtige Schriftstücke geordnet archiviert werden müssen.

## Allgemeines
Abgeschlossene Geschäftsvorgänge können nochmals Bedeutung erlangen, insbesondere wenn Verjährungsfristen noch nicht abgelaufen sind und eine Verwirkung noch nicht eingetreten ist. Auch Gewährleistungsfristen und Produkthaftungsfristen erfordern eine längere Aufbewahrung von Geschäftsunterlagen, da mit ihrer sofortigen Vernichtung eine nachteilig wirkende Beweisnot einhergeht. Eventuell auftretende Rechtsstreitigkeiten oder sonstige beweispflichtige Vorgänge erfordern daher eine Archivierung von Unterlagen, um aus ihnen jederzeit nicht mehr erinnerbare Vorgänge ableiten zu können.
Am weitesten verbreitet und bekannt sind die Aufbewahrungsfristen nach Handels- und Steuerrecht. Daneben gibt es branchen- oder anwendungsspezifische Aufbewahrungsfristen für Schriftgut der Justizbehörden aufgrund der Schriftgutaufbewahrungsverordnungen, aber auch in der Pharmaforschung, Lebensmittel- und Pharmaproduktion, in Krankenhäusern, der Qualitätssicherung, im Umweltschutz, in der Telekommunikation und Energieerzeugung, im Bauwesen usw. Von Aufbewahrungspflichten werden nicht nur Unternehmen betroffen, sondern auch Privathaushalte.

## Gesetzliche Aufbewahrungsfristen in Deutschland

### Handels- und steuerrechtliche Vorgaben
Im Handelsgesetzbuch (§§ 238 und 257 HGB) und in der Abgabenordnung (§ 147 AO) ist geregelt, wie lange geschäftliche Dokumente aufbewahrt werden müssen. Die Vorschriften des HGB betreffen nur Kaufleute.

#### Sechs Jahre
Nach § 257 Abs. 1 Nr. 2 und 3 HGB sind empfangene Handelsbriefe, Wiedergaben (Kopien, Durchschriften) abgesandter Handelsbriefe, Geschäftspapiere und sonstige Unterlagen mit kaufmännischer und steuerlicher Bedeutung sechs Jahre aufzubewahren.

#### Acht Jahre
Buchungsbelege zu den nach § 238 Abs. 1 HGB zu führenden Büchern sowie Eingangs- und Ausgangsrechnungen  sind acht Jahre aufzubewahren (§ 14b Umsatzsteuergesetz).

#### Zehn Jahre
Nach § 257 Abs. 1 Nr. 1 und 4 HGB sind Handelsbücher, Inventare, Eröffnungsbilanzen, Jahresabschlüsse, Einzelabschlüsse nach § 325 Abs. 2a HGB, Lageberichte, Konzernabschlüsse, Konzernlageberichte sowie die zu ihrem Verständnis erforderlichen Arbeitsanweisungen und sonstigen Organisationsunterlagen zehn Jahre aufzubewahren. 

### Handakten
Rechtsanwälte (§ 50 BRAO) und Patentanwälte (§ 44 PAO) haben Handakten abgeschlossener Aufträge sechs Jahre aufzubewahren.

### Aufbewahrungsfristen für Privatpersonen
Im Zusammenhang mit der Bekämpfung von Schwarzarbeit sind auch Nichtunternehmer (Privatpersonen) verpflichtet, Rechnungen und Belege über steuerpflichtige Leistungen zwei Jahre lang aufzubewahren (§ 14b Abs. 1 S. 5 Nr. 1 UStG). Davon sind besonders Eigenheimbesitzer betroffen, die handwerkliche Arbeiten im Haus und am Grundstück in Auftrag geben. Sämtliche Rechnungen über beispielsweise bauliche und planerische Leistungen, sowie Reinigungs-, Instandhaltungs- oder Gartenarbeiten unterliegen einer zweijährigen Aufbewahrungspflicht. Handwerkliche Leistungen, die einer Gewährleistungspflicht unterliegen, sollten bis zu fünf Jahre lang aufbewahrt werden.

### Dauerwert
„Dauerwert“ ist ein Begriff aus der öffentlichen Verwaltung, der die dauerhafte, also unbefristete Aufbewahrung von Dokumenten umschreibt. Entsprechende Akten werden dort meist mit einem „D“ gekennzeichnet. Hierzu gehören insbesondere Unterlagen von geschichtlicher Bedeutung, Akten über Verfahren vor dem Bundesverfassungsgericht mit der betroffenen Behörde als Partei, Gesetzesurschriften, Grundstücksunterlagen, Personenstandsbücher, Konstruktionspläne für Bauwerke und vieles mehr.
In der Wirtschaft gibt es zwar aus handels- und steuerrechtlicher Sicht keine längeren Aufbewahrungsfristen über 10 Jahre hinaus, doch ist es allgemein üblich, Gesellschafterverträge, Grundstücksunterlagen, Baupläne, Patente, Versicherungsscheine, Gerichtsurteile oder Personalakten ebenfalls dauerhaft aufzubewahren.

### Beginn und Ende der Aufbewahrungsfrist
Die Aufbewahrungsfrist beginnt mit dem Schluss des Kalenderjahrs, in dem die letzte Eintragung in das Handelsbuch gemacht, das Inventar aufgestellt, die Eröffnungsbilanz oder der Jahresabschluss festgestellt, der Einzelabschluss nach § 325 Abs. 2a oder der Konzernabschluss aufgestellt, der Handelsbrief empfangen oder abgesandt worden oder der Buchungsbeleg entstanden ist. Sie endet nach Ablauf der Frist mit dem Ende des Kalenderjahres.

### Vorgaben für Krankenhäuser, Ärzte und Arbeitsmediziner
Patientenakten müssen zehn Jahre aufbewahrt werden (§ 630f Absatz 3 BGB). In einzelnen Bereichen gilt eine längere gesetzliche Aufbewahrungsfrist, so etwa nach der Strahlenschutzverordnung sowie dem Transfusions- und Transplantationsgesetz 30 Jahre.
Die ärztlichen Unterlagen zur arbeitsmedizinischen Vorsorge sind mindestens 40 Jahre nach der letzten Vorsorge aufzubewahren, soweit sie Tätigkeiten mit krebserzeugenden oder erbgutverändernden Stoffen oder Zubereitungen der Kategorie K1 oder K2 im Sinne der Gefahrstoffverordnung betreffen. Darüber hinaus sollten bei Tätigkeiten, die zu Berufskrankheiten gemäß Berufskrankheiten-Verordnung (BKV) führen und eine längere Latenzzeit haben können, die ärztlichen Unterlagen von arbeitsmedizinischer Vorsorge nach Arb-MedVV ebenfalls 40 Jahre aufbewahrt werden.

### Schülerunterlagen
Gemäß § 5 Satz 1 Nr. 1 der Schülerunterlagenverordnung in Bayern sind das Schülerstammblatt, Zeugnisse in Abschrift und Urkunden, die zum Führen der Berufsbezeichnung berechtigen in Abschrift 50 Jahre aufzubewahren, andere Unterlagen ein bzw. zwei Jahre.

## Gesetzliche Aufbewahrungsfristen in Österreich

### Allgemeine Vorgaben für Geschäftsunterlagen
Gemäß § 132 Bundesabgabenordnung (BAO) besteht für Bücher, Aufzeichnungen, Belege und Geschäftspapiere eine Aufbewahrungspflicht von sieben Jahren. Beispiel: Für Unterlagen des Kalenderjahres 2008 endet die Frist am 31. Dezember 2015 (Beachte: bei abweichendem Wirtschaftsjahr dürfen nur Belege vernichtet werden, welche sich auf das im Jahr 2008 endende Wirtschaftsjahr beziehen).
Aufzeichnungen und Unterlagen, welche Grundstücke betreffen, müssen gemäß § 18 Abs. 10 Umsatzsteuergesetz für 12 Jahre aufbewahrt werden. Bei bestimmten, gemischt genutzten Grundstücken kann sich diese Frist auf 22 Jahre verlängern.
Grundsätzlich gilt auch, dass alle Unterlagen dann länger aufzubewahren sind, wenn sie bei anhängigen Abgabenverfahren (§ 132 Abs. 1 AO) oder bei einem anhängigen gerichtlichen oder behördlichen Verfahren, von Bedeutung sind (§ 212 Unternehmensgesetzbuch).
Wenn die Steuererklärungen sehr spät abgegeben wurden, kann sich durch die Festsetzungsverjährung eine längere Aufbewahrungsfrist als zehn Jahre ergeben.

## Gesetzliche Aufbewahrungsfristen in der Schweiz

### Allgemeine Vorgaben für Geschäftsunterlagen
Im Obligationenrecht unter Artikel 958f befindet sich folgender Eintrag:
Ziffer 1
Die Geschäftsbücher, die Buchungsbelege und die Geschäftskorrespondenz sind während zehn Jahren aufzubewahren
Ziffer 2
Die Aufbewahrungsfrist beginnt mit dem Ablauf des Geschäftsjahres, in dem die letzten Eintragungen vorgenommen wurden, die Buchungsbelege entstanden sind und die Geschäftskorrespondenz ein- oder ausgegangen ist.
Im Mehrwertsteuergesetz unter Artikel 70 ist ein ähnlicher Eintrag zu finden:
Ziffer 2
Die steuerpflichtige Person hat ihre Geschäftsbücher, Belege, Geschäftspapiere und sonstigen Aufzeichnungen während zehn Jahren ordnungsgemäß aufzubewahren. Artikel 962 Absatz 2 des Obligationenrechts1 bleibt vorbehalten. Die mit unbeweglichen Gegenständen zusammenhängenden Geschäftsunterlagen sind indessen während 20 Jahren aufzubewahren. Ist nach Ablauf der Aufbewahrungsfrist die Verjährung der Steuerforderung, auf welche sich die Geschäftsbücher, Belege, Geschäftspapiere und sonstigen Aufzeichnungen beziehen, noch nicht eingetreten, so dauert die Aufbewahrungspflicht bis zum Eintritt dieser Verjährung.

### Vorgaben im Zusammenhang mit Grundstücken
Die Aufbewahrungsfrist für Geschäftsunterlagen beträgt gemäß Art. 70 Ziff. 3 MwStG 20 Jahre.

## Sonstiges
Die Aufbewahrungsfrist (englisch Retention Period) spielt im englischsprachigen Raum eine wichtige Rolle in Schriftgutverwaltungslösungen zur Verwaltung aufbewahrungspflichtiger Unterlagen.